# Liste des sénateurs de la Vienne
Les sénateurs de la Vienne sont Bruno Belin (LR) depuis 2020, et Marie-Jeanne Bellamy depuis l’élection partielle organisée le 17 mars 2024 à la suite de la démission de Yves Bouloux (LR) le 31 décembre 2023.

## Cinquième République
| Sénateur             | Sénateur             | Début             | Fin               | Commentaire |
| -------------------- | -------------------- | ----------------- | ----------------- | --- |
| Jean-Marie Bouloux   | Jacques Masteau      | 26 avril 1959     | 1er octobre 1968  | Élections sénatoriales de 1959                                                                                      |
| Jean-Marie Bouloux   | René Monory          | 22 septembre 1968 | 29 avril 1977     | Élections sénatoriales de 1968 : le tandem Bouloux-Monory bat le sortant Jacques Masteau                            |
| Jean-Marie Bouloux   | Guy Robert           | 3 mai 1977        | 2 octobre 1977    | René Monory, entré au gouvernement, est remplacé par son suppléant                                                  |
| Jean-Marie Bouloux   | René Monory          | 25 septembre 1977 | 1er novembre 1977 | Élections sénatoriales de 1977                                                                                      |
| Jean-Marie Bouloux   | Guy Robert           | 3 novembre 1977   | 20 mai 1981       | René Monory choisit de rester au gouvernement et laisse son siège à son suppléant                                   |
| Jean-Marie Bouloux   | René Monory          | 19 septembre 1981 | 19 avril 1986     | Élection partielle provoquée par la démission de Guy Robert                                                         |
| Jean-Marie Bouloux   | Guy Robert           | 20 avril 1986     | 1er octobre 1986  | René Monory, de retour au gouvernement, est remplacé par son suppléant                                              |
| René Monory          | Guy Robert           | 28 septembre 1986 | 1er novembre 1986 | Élections sénatoriales de 1986 : Jean-Marie Bouloux ne se représente pas                                            |
| Jacques Grandon      | Guy Robert           | 2 novembre 1986   | 1er juillet 1988  | René Monory choisit de rester au gouvernement et laisse son siège à son suppléant                                   |
| René Monory          | Guy Robert           | 4 septembre 1988  | 1er octobre 1995  | Élection partielle provoquée par la démission de Jacques Grandon                                                    |
| René Monory          | Jean-Pierre Raffarin | 24 septembre 1995 | 31 octobre 1995   | Élections sénatoriales de 1995                                                                                      |
| René Monory          | Guy Robert           | 2 novembre 1995   | 30 juin 1997      | Jean-Pierre Raffarin choisit de rester au gouvernement et laisse son siège à son suppléant                          |
| René Monory          | Jean-Pierre Raffarin | 21 septembre 1997 | 6 juin 2002       | Élection partielle provoquée par la démission de Guy Robert                                                         |
| René Monory          | Alain Fouché         | 7 juin 2002       | 30 septembre 2004 | Jean-Pierre Raffarin, nommé Premier ministre, est remplacé par son suppléant                                        |
| Jean-Pierre Raffarin | Alain Fouché         | 26 septembre 2004 | 1er novembre 2004 | Élections sénatoriales de 2004 : René Monory ne se représente pas                                                   |
| Claude Bertaud       | Alain Fouché         | 2 novembre 2004   | 28 juin 2005      | Jean-Pierre Raffarin choisit de rester Premier ministre et laisse son siège à son suppléant                         |
| Jean-Pierre Raffarin | Alain Fouché         | 18 septembre 2005 | 28 septembre 2014 | Élection partielle provoquée par la démission de Claude Bertaud                                                     |
| Jean-Pierre Raffarin | Alain Fouché         | 28 septembre 2014 | 4 octobre 2017    | Élections sénatoriales de 2014                                                                                      |
| Yves Bouloux         | Alain Fouché         | 17 décembre 2017  | 30 septembre 2020 | Élection partielle provoquée par la démission de Jean-Pierre Raffarin                                               |
| Yves Bouloux         | Bruno Belin          | 30 septembre 2020 | 31 décembre 2023  | Élections sénatoriales de 2020 : Alain Fouché ne se représente pas. Yves Bouloux démissionne pour raisons de santé. |
| vacant               | Bruno Belin          | 31 décembre 2023  | 17 mars 2024      | |
| Marie-Jeanne Bellamy | Bruno Belin          | 17 mars 2024      | en cours          | Élection sénatoriale partielle de 2024 dans la Vienne.                                                              |

## Quatrième République
- Alphonse Bouloux de 1946 à 1948
- René Tognard de 1946 à 1948
- Georges Maurice de 1948 à 1958
- Jacques Masteau de 1948 à 1959
- Jean-Marie Bouloux de 1958 à 1959

## Troisième République
- Olivier Bourbeau de 1876 à 1877
- Paul de Ladmirault de 1876 à 1891
- Eugène Arnaudeau de 1877 à 1891
- Louis de Beauchamp de 1885 à 1891
- Henri Salomon de 1891 à 1900
- Aristide Couteaux de 1891 à 1906
- Léopold Thézard de 1891 à 1907
- Célestin Contancin en 1900
- Maurice Demarçay de 1900 à 1907
- Guillaume Poulle de 1906 à 1927
- Jacques Servant de 1907 à 1920
- Victor Surreaux de 1907 à 1920
- François Albert de 1920 à 1927
- Raymond Duplantier de 1920 à 1936
- Raoul Péret de 1927 à 1936
- Victor Boret de 1927 à 1940
- Adrien André de 1936 à 1940
- Georges Maurice de 1936 à 1940